# Ідоменей
Ідомене́й (дав.-гр. Ἰδομενεύς) — критський володар, онук Міноса, син Девкаліона і Клеопатри, батько Іфікло, Халкіопи, Ідаманта і Клісітіри.
Був одним із 80 женихів Єлени.
Доєднався до походу проти Трої на вимогу власних підданих. Водночас, за твердженням Філострата умовою його участі в поході була згода призначити Ідоменея співкомандувачем грецького війська поруч із Агамемноном. Під час битв уславився хоробрістю й завзятістю. Був одним з тих, кого вибрали для двобою з Гектором, а також серед воїнів, що сховалися в Троянському коні.
За «Одіссеєю», Ідоменей щасливо повернувся додому. Згідно з пізнішими переказами, при поверненні додому Ідоменея захопила буря на морі. За свій порятунок він обіцяв Посейдонові принести в жертву першу істоту, яку побачить на Криті. Першим, кого він побачив, був його син; виконуючи присягу, Ідоменей приніс його в жертву. Це викликало обурення народу, який вигнав Ідоменея з Криту. Владу захопив прийомний син царя (і коханець його дружини Меди) Левк.
Після вигнання він оселився в Калабрії, де й помер. За іншою версією — завершив свої дні в Колофоні. Натомість Діодор стверджував, що Ідоменей був похований на Криті — в одній усипальниці з Меріоном.
Образ Ідоменея втілено в європейській драматургії (А. Аллегрі, П. Ж. Кребільйон, А. М. Лем'єр) та музиці (В. А. Моцарт, Ф. Паер та ін.).